# Кільця Лізеганга

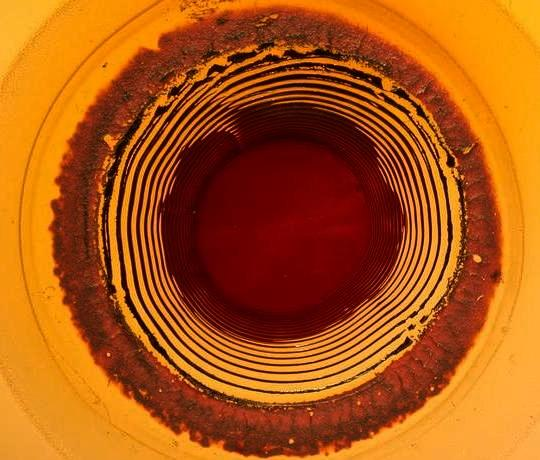
Кільця преципітату хромату срібла в шарі желатину

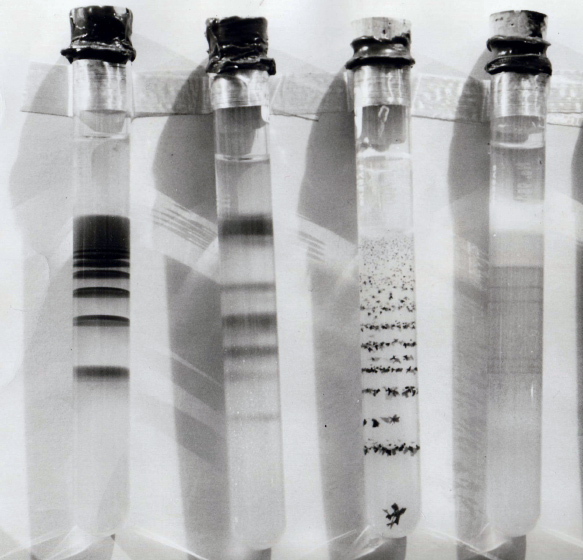
Приклади кілець Лізеганга

Кільця Лізеганга — просторові шароваті структури, що утворюються при певних умовах у хімічних системах при реакції преципітації. Попри слово кільця у назві такі шароваті структури можуть мати форму смуг, в залежності від експериментальних умов. 
Уперше це явище спостерігав Фрідліб Рунге  у 1855 році, проводячи дослід із преципітацією на промокальному папері. Рафаель Едуард Лізеганг отримав кільця, названі його іменем, 1886 року, капнувши розчином нітрату срібла на тонкий шар гелю, що містив дихромат калію.

## Виноски
1. ↑  Henisch, Heinz K. (1988). Crystals in Gels and Liesegang Rings. Cambridge University Press. с. 2. Архів оригіналу за 18 травня 2015. Процитовано 31 травня 2015.
2. ↑  Friedlieb Ferdinand, Runge (1855). Der Bildungstrieb der Stoffe : veranschaulicht in selbstständig gewachsenen Bildern (Fortsetzung der Musterbilder). Oranienburg : Selvstverlag : Zu haben in Mittler's Sortiments-Buchhandlung, in Berlin, Stechbahn No. 3. Процитовано 31 травня 2015.